# Dorcadion politum
Dorcadion politum (лат.) — вид жуки-усачей из подсемейства ламиин. Описано три подвида: номинативной подвид распространён на Южном Урале, северном Казахстане, Кулундинском районе и в северо-западных предгорьях Алтая; D. p. akmolense распространён в Оренбургской области и северном Казахстане; D. p. shapovalovi — в Оренбургской области.

## Описание имаго
Длина тела взрослых насекомых 15—21 мм. Тело чёрное. Усики чёрные, на вершине с рыжевато-бурым оттенком. Бёдра чёрные, на основании иногда рыжие, голени и лапки рыжие, иногда лапки затемнены или ноги и первый членик усиков сплошь красные.
Самцы внешне отличаются от самок, то есть у взрослых особей имеется половой диморфизм, отличие заключается в телосложении и длине надкрылий. Тело у самцов вытянутое, узкое, у самок — широкое и более выпуклое. Надкрылья у самцов более вытянутые, чем у самок. Пятый стернит брюшка на диске у самок притупленный, по бокам с грубыми буроватыми щетинками, у самцов — широко выемчатый, без щетинок.

## Описание преимагинальных стадий
Яйцо длиной 4 мм, в поперечнике 1,5 мм; белое, со временем приобретающее желтовато-буроватый оттенок, вытянутое, к каудальному полюсу чуть суженное, на полюсах полого-закруглённое.
Длина тела личинок старшего возраста 22—28 мм; тело толстое, белое с желтоватым оттенком. Усики конусовидные, белесоватые, с желтоватым оттенком. Гипостома красновато-рыжая. Височно-теменные доли в передней половине рыжеватые или рыжевато-бурые, в задней — белесоватые, с желтоватым оттенком. Наличник белесоватый. Верхняя губа в передней половине в густых рыжих щетинках, на основании с рыжеватым оттенком. Верхние челюсти чёрные. Переднеспинка в передней трети в густых коротких светло-рыжеватых волосках, которые составляют широкую поперечную полоску на переднеспинке; на боках переднеспинки имеются тонкие, не очень густые волоски. Щит переднеспинки белый. Переднегрудка в рыжеватых коротеньких тонких волосках; переднегрудочка на диске в коротких рыжеватых волосках. Брюшко толстое; на боках в густых коротких рыжеватых волосках. Вершине брюшка в рыжих длинных волосках.
Тело куколок массивное, длиной 17—23 мм, ширина брюшка 7—9 мм.

## Экология
Представителей можно наблюдать на открытых степных пространствах. В меньшем количестве встречаются на склонах небольших холмов и на равнинных целинных участках, которые покрыты злаковыми, среди которых имеются такие виды как ковыль Лессинга, типчак, ломкоколосник ситниковый и некоторые другие.

## Систематика
В виде выделяют три подвида. В номинативном подвиде различают типичную форму и три аберрации, которые отличаются между собой расположением полосок на верхней стороне тела.

### Изменчивость
- D. p. p. f. typica — между плечевой и шовной полосками располагается укороченная узкая спинная полоска, которая идёт от заднего ската[2].

| Аберрации                  | Автор          | Описание |
| -------------------------- | -------------- | --- |
| D. p. p. ab. altinbajvi    | Plavilstshikov | от типичной формы отличается тем, что полоска, идущая от заднего ската, тут может соединяться с шовной полоской.                             |
| D. p. p. ab. conjuctum     | Pic            | у особей данной аберрации полоска, идущая от заднего ската, тут соединяется с плечевой полоской.                                             |
| D. p. p. ab. dorsoinfensum | Plavilstshikov | у представителей данной аберрации полоска, идущая от заднего ската, укорочена настолько, что оканчивается в первой половине перед серединой. |